# Alfonso de Vinuesa
Alfonso García de Vinuesa (ur. 13 grudnia 1958 roku w Madrycie, zm. 24 maja 1997 roku w Madrycie) – hiszpański kierowca wyścigowy.

## Kariera
De Vinuesa rozpoczął karierę w międzynarodowych wyścigach samochodowych w 1984 roku od startów w Europejskiej Formule 3, gdzie jednak nie zdobywał punktów. W późniejszych latach pojawiał się także w stawce Niemieckiej Formuły 3, Formuły 3000, Europejskiego Pucharu Formuły 3. Południowoamerykańskiej Formuły 3 oraz Spanish Touring Car Championship.
W Formule 3000 Hiszpan startował w latach 1986-1988. Jedynie w 1987 roku zdobywał punkty. Jeżdżąc z ekipą BS Automive uzbierał łącznie jeden punkt. Dało mu to dziewiętnaste miejsce w końcowej klasyfikacji kierowców.

## Śmierć
24 maja 1996 roku Hiszpan miał awarię samochodu na autostradzie w Madrycie. Kiedy zatrzymał się w celu sprawdzenia, na czym polega problem został śmiertelnie potrącony przez ciężarówkę.